# Moše ben Rafael Attias
Moše ben Rafael (Rafajlović) Attias, noto anche con lo pseudonimo di Zeki Effendi (Sarajevo, 1845 – 2 luglio 1916), è stato un islamista e storico bosniaco di fede ebraica, suddito ottomano e poi austro-ungarico, studioso della fede islamica e della letteratura persiana medievale..

## Biografia
Nato in una importante famiglia di ebrei sefarditi di Sarajevo alla fine del periodo ottomano, Moše Attias trascorse gran parte della sua vita attiva durante l'amministrazione austro-ungarica della Bosnia ed Erzegovina (1878–1914).
Moše Attias frequentò una scuola pubblica ottomana a Sarajevo - aperta a tutte le confessioni ma principalmente frequentata da musulmani bosniaci - e studiò secondo il curriculum islamico. Si trasferì quindi a Istanbul per perfezionare i suoi studi sulla religione e la cultura musulmana. Lì divenne uno studioso del poeta persiano del 13 ° secolo e mistico Muslih-uddin Sa'di, l'autore di Gulistan (il roseto). Attias potrebbe anche essere diventato un sufi ebreo. Attias ottenne il titolo di effendi, studioso dell'Islam, che è visibile dall'iscrizione latina sulla sua tomba. Fu conosciuto nei suoi ultimi anni come "Zeki Effendi".
Attias fece quindi ritorno a Sarajevo, dove lavorò per le autorità fiscali nell'amministrazione pubblica ottomana. Rimase in città come consigliere finanziario dopo l'occupazione austro-ungarica della capitale nel 1878.
Era il tesoriere della società ebraica Sarajevo La Benevolencija, per la quale mantenne una corrispondenza con Angel Pulido a Madrid.
Zeki Effendi scriveva in spagnolo standard castigliano, piuttosto che in ebraico-spagnolo (ladino) di solito usato dagli ebrei di Sarajevo, ma usando ancora l'alfabeto ebraico .
Il poeta Abraham Aaron Capón gli ordinò di scrivere una storia autorevole degli ebrei bosniaci . Zeki Effendi lo pubblicò sul periodico di breve durata Sarajevo Ladino, La Alborada, sotto il nome di penna ''El Amante de la Luz '("l'amante della luce") - un riferimento al suo approccio illuministico alla storiografia . Ha pubblicato nel 1901 "La historia de los judiós de Bosna" (Storia degli ebrei bosniaci), o "Konsezos de nuestros viezos". Il suo pezzo storiografico più noto riguarda Moše Danon, "il rabbino di Stolac ".
Nel 1908 la sua voce fu registrata da Julius Subak nel suo viaggio a Sarajevo con Abraham A. Cappon - il disco è conservato al Phonogrammarchiv di Vienna, insieme a una registrazione del 1907 di una sua poesia.
Nel 1911 Zeki Effendi fece un tour dei Balcani insieme al famoso studioso spagnolo di ballata sefardita, Don Manuel Manrique de Lara, registrando testi orali della cultura sefardita di Bosnia-Erzegovina, Serbia e Kosovo .
Zeki Effendi è sepolto nell'antico cimitero ebraico di Sarajevo . La sua lapide contiene un epitaffio in tre alfabeti: latino, ebraico e arabo. Si tratta forse dell'unica lapide ebraica al mondo che contiene sia la scrittura ebraica che quella araba. È stata restaurata dalla cooperazione turca nel 2019 in occasione dei 200 anni del "purim di Saray".